# Vera Meurman-Lustikh
Vera Meurman-Lustikh, född 14 september 1889 i Simferopol, Krim, Kejsardömet Ryssland, död 5 april 1947 i Lidingö, var en svensk konsthantverkare och målare. Hon var dotter till den svenskfödde godsägaren Alexander Meurman och den ryska läraren Nadja Alexandrova samt syster till konstnären Wladimir Meurman. Gift med konstnären Antonin Lustikh.
Lustikh studerade vid Althins målarskola i Stockholm 1909–1913, därefter självstudier i Ryssland till 1920. Nästan all hennes konst från 1913 till 1920 gick förlorad under den ryska revolutionen. Efter återkomsten till Sverige 1920 ägnade hon sig med handtryck, batik, porslinsmålning och mönsterkompositioner. Hon återupptog måleriet av tavlor 1929.
Hon medverkade 1942 i utställningen Svensk konst för varor på Konstnärshuset i Stockholm. 1948 anordnade Focks konsthandel en minnesutställning med hennes verk. En minnesutställning med både Vera Meurman-Lustikh och Antonin Lustikhs verk hölls i Karlskoga 1957.
Hennes produktion bestod av naturalistiska landskap och Stockholmsmotiv i olja, pastell och akvarell.